# Eijsden-Margraten
Eijsden-Margraten est une commune des Pays-Bas de la province du Limbourg.
La commune de Eijsden-Margraten a été créée le 1er janvier 2011 par la fusion des communes d'Eijsden et de Margraten.